# Lánská koněspřežka
Lánská koněspřežka Praha – Kladno – Stochov – Lány byla první železnicí vedoucí na území dnešní Prahy. Jako koněspřežná dráha fungovala od roku 1830 a po dráze z Saint-Étienne do Andrézieux a dráze z Českých Budějovic do Lince byla třetí nejstarší veřejnou železnicí v kontinentální Evropě. Později byla její větší část přebudována pro parní pohon a stala se součástí tzv. Buštěhradské dráhy (spadá do dnešní trati 120). Menší část fungovala jako koněspřežka až do roku 1873 a poté byla rozebrána. V terénu poblíž Lán se zachovaly její pozůstatky, které jsou chráněny jako kulturní památka.

## Historie
Dráhu provozovalo sdružení pražských měšťanů a šlechticů s názvem Pražská železniční společnost. V roce 1825 o koncesi žádali hrabě Kašpar Šternberk a hrabě Evžen z Vrbna. Právo k postavení dráhy získali 30. července 1827. Podle císařského privilegia měla dráha pokračovat z Kladna přes křivoklátské lesy, Zbečno a Liblín do Plzně.
Trať vyměřoval Joachim Barrande, při tom objevil bohaté naleziště zkamenělin Skryjská jezírka.

Dráha měla rozchod kolejí 1120 mm. Byla založena na pražcích z tvrdého pískovce (z lomů Karla Clam-Martinice v okolí Kamenných Žehrovic) a litinových kolejnicích (z hutí knížete Fürstenberga). Se stavbou se začalo u Kačice a roku 1828 byl připraven první kilometrový zkušební úsek.

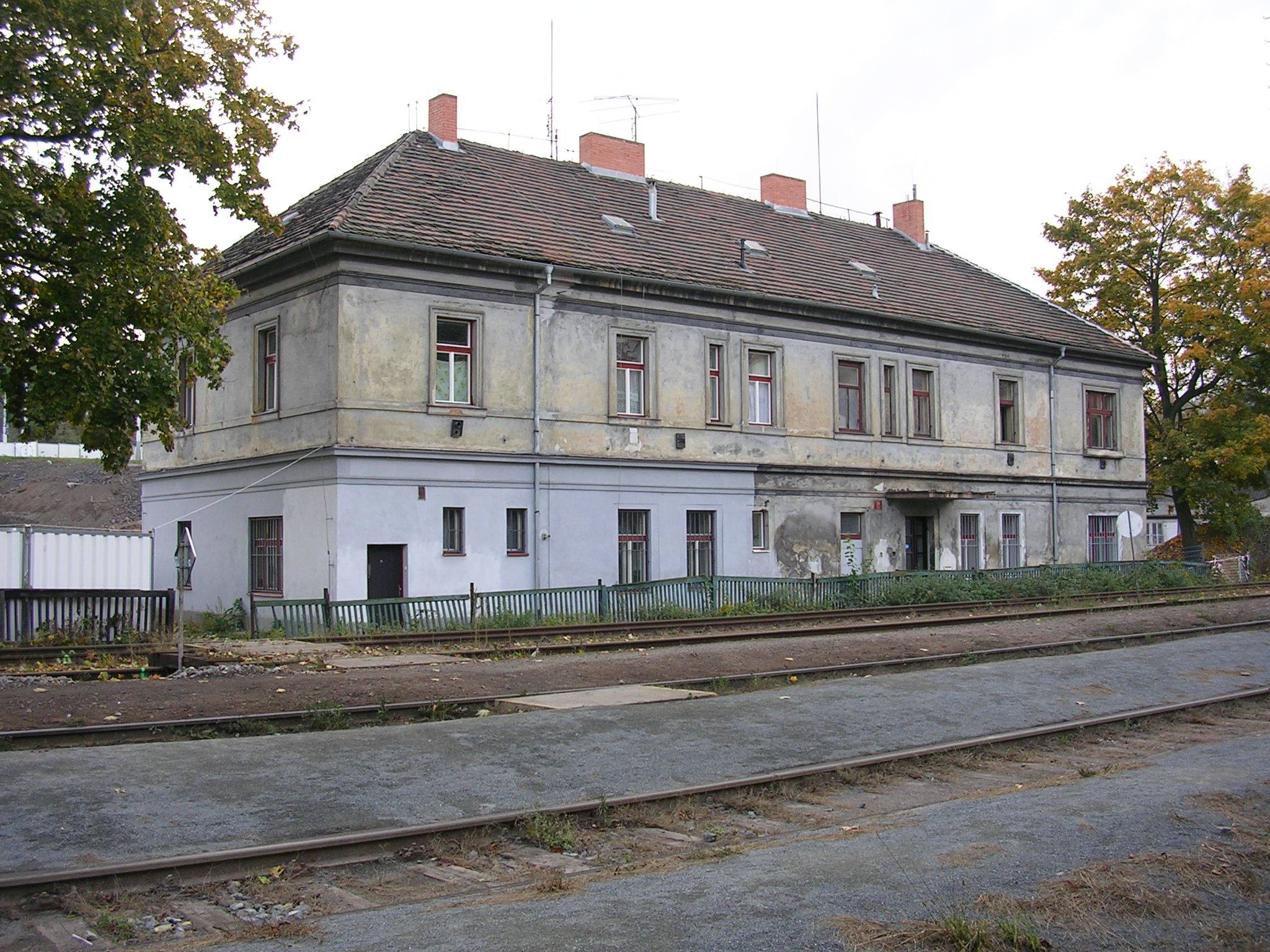
V jádru původní budova z r. 1831 první železniční stanice na území dnešní Prahy: výchozí stanice Lánské koněspřežky, později nazvaná Praha-Písecká brána (Bruska). Budova dnešního nádraží Praha-Dejvice stojí na opačné straně kolejiště.

Od 21. května (21. března ?) 1830 byla v provozu od Brusky neboli Bruské či Písecké brány, poblíž dnešní stanice Praha-Dejvice (tehdy se stanice pravděpodobně označovala názvem Praha, po roce 1863 je doložen název Praha-Písecká brána), do stanice Kladno-Vejhybka. Ještě roku 1830 byla prodloužena přes Stochov do Lán a roku 1833 až do polesí Píně jihozápadně od Lán na Křivoklátsku. Délka dráhy dosáhla 58,7 km (62,5 km ?) a výstavba se zastavila.
Roku 1831 byla vybudována Chotkova silnice, která umožnila krátké dopravní spojení od Bruské brány na Malou Stranu a přes Karlův most do centra Prahy.
Bohužel nedostatečné technické zkušenosti ředitelství drážní společnosti způsobily, že kolejnice a pražce praskaly. To způsobilo nejen vysoké náklady na opravy ale zároveň nižší provozuschopnost tratě, a tedy nižší příjmy (odhadovaný potenciál ročního zisku při bezchybném provozu byl 9.000 zl.; ani to nebylo nijak závratné). Díky nedostatečným zákonům trať navíc trpěla rozkrádáním, vandalismem a neoprávněným používáním. Výsledný finanční deficit vyvrcholil v roce 1833. Trať vyžadovala rekonstrukci, věřitelé úhrady, celkem v odhadnuté výši 150.000. zl. Ovšem na této částce se většina akcionářů nebyla ochotna podílet, a tak došlo na poslední krok - odprodej. Po neúspěšné aukci s vyvolávací cenou 50.000 zl. koupil veškerý majetek společnosti (včetně pozemků, staveb, vagónů atd.) akcionář a největší věřitel kníže Karel Egon II. z Fürstenbergu za 39.000 zl. v hotovosti. Tato částka pouze uspokojila nároky věřitelů. Majitelem se stal k 15.11.1834.
V roce 1836 si dráhu od knížete pronajal, dle smlouvy na 20 let, podnikatel Antonín Schimann. V té době bylo údajně provozuschopných pouze 12 km tratě. Schimann provedl rekonstrukci, po níž dráha byla schopna vozit dříví a uhlí až do přestavby v roce 1863. Ovšem Schimann již koncem roku 1839 nájemní smlouvu vypověděl. Poté kníže začal dráhu provozovat sám.

V roce 1839 jej císař Ferdinand I. Dobrotivý zprostil povinnosti dostavět trať až do Plzně, protože původní plán se ukázal málo reálným. Dráha sloužila zejména k dopravě dříví, stavebního kamene, případně i obilí a později i uhlí do Prahy. S osobní dopravou se původně nepočítalo.

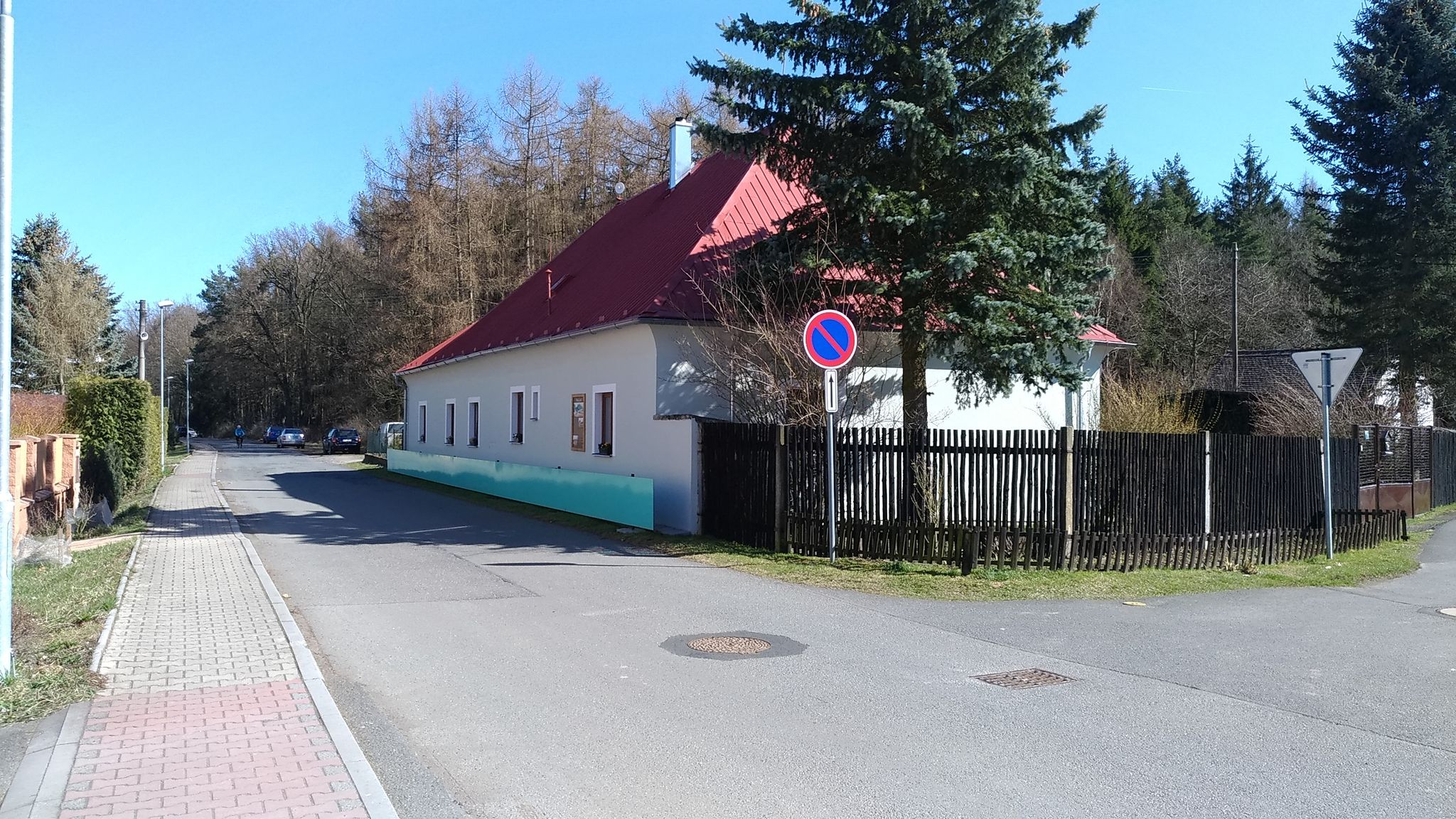
Rekonstruovaná staniční budova v Lánech čp. 10

Roku 1846 obdržel Fürstenberk padesátileté císařské privilegium pro stavbu odbočné trati k buštěhradským dolům a požádal o povolení přestavět stávající dráhu na parní pohon a na normální rozchod a napojit ji v Praze na podmokelskou Státní dráhu. V důsledku revoluce roku 1848 byl projekt odložen. Kladenské uhelné těžařstvo prosazovalo raději dráhu z Kladna do Kralup. Teprve 20. listopadu 1855 získala koncesi pro provoz pražsko-lánské koněspřežky „Buštěhradská železniční společnost“, v níž byly kapitálově zastoupené těžařské společnosti, a Fürstenberk byl donucen postavit i trať do Kralup. Roku 1863 (provoz zahájen 4. listopadu) byla dráha přestavěna na normální rozchod a parní provoz a roku 1866 prodloužena přes tunel ve Stromovce na nádraží Bubny. Od této přestavby se trati říkalo Buštěhradská dráha. Zestátněna byla roku 1923.
Lesní úsek ze Stochova do Píní zůstal jako koněspřežná dráha až do roku 1873, poté byl traťový svršek rozebrán. Zachovaly se některé pískovcové mostky, zbytky železničního spodku jsou dodnes patrné mezi Píněmi a Brejlem. U nádraží v Kamenných Žehrovicích u bývalého náspu koněspřežky se její historii věnuje 12. zastavení Drvotovy stezky, naučné stezky povodí středního Kačáku.
V poslední době jsou zvažovány možnosti rekonstrukce pražské části dráhy na kapacitní příměstskou železnici (tzv. "rychlodráhu") k letišti Ruzyně, případně na Kladno.

## Popis trati

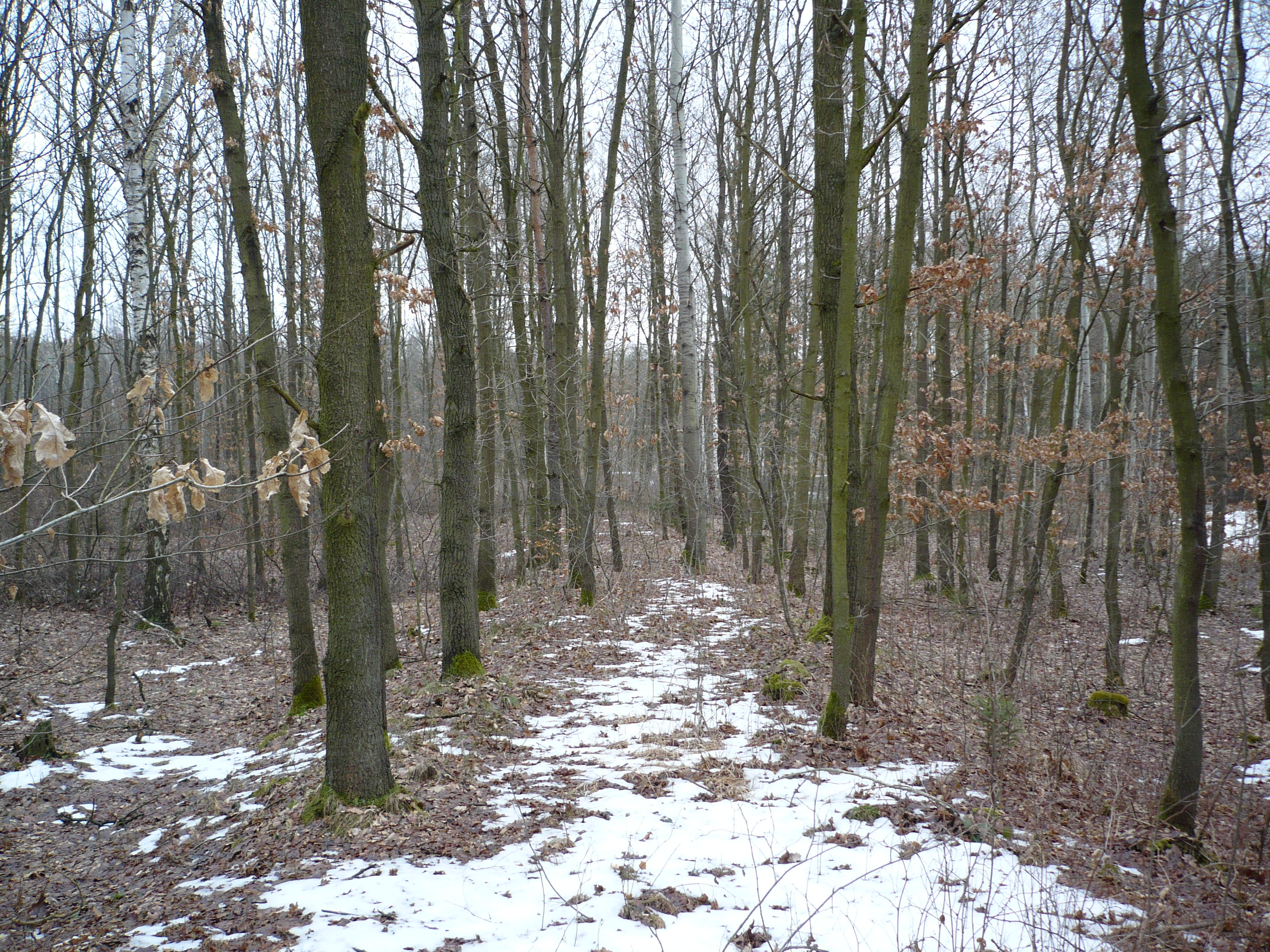
Zbytek náspu východně od stanice Kamenné Žehrovice

Výchozí stanice, Bruska, dnes spadá do území Dejvic. Nádražní budova Praha-Dejvice se nachází na protilehlé straně kolejiště než původní staniční budova koněspřežné dráhy. Dráha v zářezu podchází Svatovítskou ulici. V dalším úseku tvoří hranici mezi Dejvicemi a Střešovicemi, Dejvicemi a Vokovicemi, Veleslavínem a Vokovicemi, od dnešní stanice Praha-Veleslavín pokračuje územím Veleslavína proti proudu Litovického potoka, přes Liboc do Ruzyně, v jejíž skladové zóně je na trať napojena soustava vleček, přes stanici Praha-Ruzyně, Hostivici, která je železničním uzlem, Jeneč, Pavlov, Malé Přítočno (v němž je stanice Unhošť), Pletený Újezd (bez zastávky), železniční stanici Kladno (s větvením tratí), Kladno-Rozdělov, stanici Kamenné Žehrovice ležící v lesích daleko severně od stejnojmenné obce, přes Srby (bez zastávky), Kačice (mezi Kačicí a dnešním Stochovem - do roku 1960 nádražím Lány - byla původní trať koněspřežky delší a klikatější než dnešní trať), Stochov a Rynholec.
V Rynholci trasa bývalé koněspřežky odbočuje z trasy dnešní železnice, která pokračuje do Nového Strašecí a Rakovníka, ostře na jihovýchod do Lán. Z Lán pak pokračovala zhruba jihozápadním směrem kolem vrchu Habrová stráň, souběžně s dnešní silnicí 236 přes osadu Píně, a před osadou Brejl pak na severozápad proti toku Klíčavy k Pínské hájovně, kde stojí bývalá nádražní budova.
V Lánech se zachovala původní staniční budova v domě čp. 10. Budova pochází přibližně z roku 1830 a v roce 2015 byla rekonstruována. Jak je uvedeno na tabuli na budově, jedná se o zbytek původního drážního areálu.